# Legalitatea negării Holocaustului

Harta lumii cu țările evidențiate în roșu indicând unde, as of 2025, există o legislație în vigoare care incriminează negarea Holocaustului.

Între 1941 și 1945, regimul nazist din Germania a comis Holocaustul, un genocid în care aproximativ șase milioane de evrei au fost uciși în Europa ocupată de germani⁠(d). După al Doilea Război Mondial, mai multe țări au incriminat negarea Holocaustului, considerată o formă de antisemitism. În prezent, 17 țări europene, Israel și Canada au legi care sancționează negarea Holocaustului. Unele state, precum Austria, Franța, Germania și România, interzic și simbolurile naziste⁠(d), iar justificarea genocidului⁠(d) sau glorificarea nazismului sunt infracțiuni în mai multe jurisdicții.
Unele instanțe din Statele Unite, Germania și Regatul Unit au recunoscut oficial că Holocaustul a avut loc în timpul celui de-al Doilea Război Mondial.Legislația împotriva negării Holocaustului a fost propusă în multe state, inclusiv în SUA și Marea Britanie, dar a fost criticată și a întâmpinat opoziție din partea activiștilor pentru drepturile omului, care susțin că astfel de legi ar încălca libertatea de exprimare. Organizațiile care reprezintă victimele Holocaustului sunt divizate în privința acestor legi, inclusiv cele legate de negarea Holocaustului.

## Critică
Țările care interzic negarea Holocaustului au, de obicei, sisteme juridice ce limitează discursul, inclusiv prin interzicerea discursului instigator la ură, specifice dreptului civil din Europa continentală.
Potrivit lui Michael Whine, negarea Holocaustului poate incita la violență împotriva evreilor și drepturile lor sunt cel mai bine protejate în democrații care sancționează ura rasială⁠(d) și religioasă.
Criticii consideră că educația este mai eficientă decât legislația în combaterea negării Holocaustului și că astfel de legi riscă să creeze martiri.

## România
În România, Ordonanța de Urgență nr. 31 din 13 martie 2002 interzice negarea Holocaustului și a fost ratificată la 6 mai 2006. Legea interzice, de asemenea, utilizarea simbolurilor, uniformelor și gesturilor rasiste, fasciste și xenofobe, fapte pedepsite cu închisoare de la șase luni la cinci ani.
Ordonanța de Urgență nr 31. din 13 martie 2002
[...]
Articolul 3. – (1) Constituirea unei organizații cu caracter fascist, rasist sau xenofob se pedepsește cu închisoare de la 3 la 15 ani și interzicerea unor drepturi.
[...]
Articolul 4. – (1) Confecționarea, vânzarea, răspândirea, precum și deținerea în vederea răspândirii de simboluri fasciste, rasiste ori xenofobe se pedepsesc cu închisoare de la 3 luni la 3 ani și interzicerea unor drepturi.
[...]
Articolul 5. – Promovarea cultului persoanelor vinovate de săvârșirea unei infracțiuni contra păcii și omenirii sau promovarea ideologiei fasciste, rasiste ori xenofobe, prin propaganda, săvârșită prin orice mijloace, în public, se pedepsește cu închisoare de la 3 luni la 3 ani și interzicerea unor drepturi.

Articolul 6. – Negarea în public a holocaustului ori a efectelor acestuia constituie infracțiune și se pedepsește cu închisoare de la 6 luni la 5 ani și interzicerea unor drepturi.

În 2021, s-a pronunțat prima sentință pentru negarea Holocaustului, condamnat fiind Vasile Zărnescu, fost membru SRI, la un an și o lună de închisoare pentru publicarea de materiale care contestau veridicitatea Holocaustului.

## După țară

### Uniunea Europeană
În 2001, Comisia Europeană a propus o lege împotriva rasismului și xenofobiei, inclusiv a negării Holocaustului. Implementarea completă a fost blocată de Regatul Unit și țările nordice din cauza libertății de exprimare. În consecință, s-a ajuns la un compromis care permite națiunilor UE să aplice pedepse de până la trei ani pentru negarea sau banalizarea genocidului, crimelor împotriva umanității și crimelor de război.   
Politica de extrădare a UE privind negarea Holocaustului a fost testată în Regatul Unit în 2008, când Germania a cerut extrădarea lui Fredrick Töben pentru crime rasiale și xenofobe. Extrădarea a fost refuzată deoarece negarea Holocaustului nu este o infracțiune specifică în Marea Britanie. 

### Australia
Deși Australia nu are o lege specifică împotriva negării Holocaustului, astfel de fapte sunt urmărite penal sub incidența legilor împotriva „discursului de instigare la ură” și „defăimării rasiale”.

### Austria
În Austria, legea Verbotsgesetz din 1947 a stabilit cadrul legal pentru denazificare și suprimarea oricărei renașteri a nazismului, fiind modificată în 1992 pentru a interzice negarea Holocaustului.

### Belgia
În Belgia, negarea Holocaustului a fost ilegală în 1995.

### Bosnia și Herțegovina
La 23 iulie 2021, Valentin Inzko, Înaltul Reprezentant al Bosniei și Herțegovinei, a adoptat o lege care interzice negarea genocidelor, crimelor împotriva umanității și a crimelor de război, utilizând Puterile de la Bonn. 

### Bulgaria
În 2011, Parlamentul bulgar a introdus art. 419a în Codul penal, interzicând negarea Holocaustului.  

### Canada
Începând cu 23 iunie 2022, în Canada este ilegală promovarea intenționată a antisemitismului prin acceptarea, negarea sau minimalizarea Holocaustului, pedeapsa fiind de până la 2 ani de închisoare sau condamnare sumară.  

### Cehia
În Cehia, este ilegală negarea Holocaustului și a atrocităților comise de regimul comunist.

### Elveția
În Elveția, negarea Holocaustului nu este expres ilegală, însă negarea genocidului și a altor crime împotriva umanității este pedepsită cu închisoarea.

### Franța
În Franța, Legea Gayssot din 1990 interzice negarea crimelor împotriva umanității, definite în Carta de la Londra din 1945. Legea a fost susținută de Comitetul pentru Drepturile Omului și de Curtea Europeană a Drepturilor Omului, fiind considerată necesară pentru combaterea antisemitismului. 

### Grecia
În septembrie 2014, Grecia și-a modificat legea privind discriminarea rasială din 1979, adăugând o interdicție specifică privind negarea Holocaustului și a altor crime împotriva umanității, dar doar dacă aceasta incită la violență, discriminare, ură sau aduce amenințări sau insulte unui grup protejat, spre deosebire de alte țări europene care au o interdicție generală. 

### Israel
În Israel, o lege care incriminează negarea Holocaustului a fost adoptată de Knesset la 8 iulie 1986.

### Italia
În Italia, Parlamentul a extins o lege antirasism din 1975 prin Legea nr. 115 din 16 iunie 2016, incriminând răspândirea negării Holocaustului și prevăzând pedepse cu închisoarea de la doi la șase ani. 

### Liechtenstein
În Liechtenstein, codul penal interzice negarea genocidului, fără a evidenția în mod specific crimele național-socialiste.

### Lituania
În Lituania, aprobarea și negarea crimelor naziste sau sovietice sunt interzise.

### Olanda
Deși în Țările de Jos negarea Holocaustului nu este explicit ilegală, instanțele o pot considera o formă de răspândire a urii, în funcție de context. Potrivit parchetului olandez, afirmațiile ofensatoare sunt pedepsite doar dacă echivalează cu discriminarea împotriva unui anumit grup. 
La 14 iulie 2023, la propunerea ministrului olandez al Justiției și Securității, Yeșilgöz-Zegerius, Olanda a decis extinderea legilor pentru a interzice formele insultătoare de tolerare, negare sau banalizare a Holocaustului. Această măsură are scopul de a proteja victimele și supraviețuitorii genocidului și ai altor crime de război de declarații dureroase care le neagă sau le trivializează. Încălcarea acestei legi se pedepsește cu închisoare de până la un an.

### Polonia
În Polonia, negarea Holocaustului și negarea crimelor comuniste sunt pedepsite prin lege.

### Portugalia
În Portugalia, negarea Holocaustului nu este expres ilegală, dar legea interzice negarea crimelor de război dacă aceasta este folosită pentru a incita la discriminare.

### Rusia
În mai 2014, Rusia a adoptat o lege prin care negarea crimelor naziste și răspândirea de informații false despre activitatea URSS în al Doilea Război Mondial sunt infracțiuni. 

### Slovacia
În Slovacia, negarea Holocaustului este infracțiune din 2001. Legea penală prevede pedepse cu închisoarea de la șase luni la trei ani pentru negarea, aprobarea sau justificarea publică a Holocaustului și a altor crime ideologice.

### Spania
În Spania, negarea genocidului a fost ilegală până în 2007, când Curtea Constituțională a decis că interdicția era neconstituțională. În prezent, negarea Holocaustului este legală, dar justificarea acestuia sau a oricărui alt genocid este în continuare pedepsită prin lege.

### Ucraina
În septembrie 2021, Rada Supremă a Ucrainei a adoptat o lege care definește și interzice antisemitismul, inclusiv negarea exterminării evreilor în Holocaust. Persoanele găsite vinovate riscă amenzi sau până la cinci ani de închisoare, iar funcționarii publici pot primi interdicții de a ocupa anumite funcții timp de până la trei ani. 

### Ungaria
La 23 februarie 2010, Adunarea Națională a Ungariei a declarat negarea sau banalizarea Holocaustului o infracțiune pedepsită cu închisoare de până la trei ani. Legea a fost semnată în martie 2010 de președintele László Sólyom. În iunie 2010, parlamentul dominat de Fidesz a extins legea pentru a include negarea genocidelor comise de regimurile național-socialiste sau comuniste. 